# Издухе
Издухе су мали понори или апсорпциони канали на дну корита крашких река (нпр. у кориту понорнице Требишнице), у које понире мањи или већи део воде, тако да се количина воде у реци постепено смањује у низводном смеру, уместо обрнуто. Приликом понирања воде компримирани ваздух у шупљинама и подземним каналима избија из појединих издуха, по чему су и добило назив.